# Pepino II da Aquitânia
Pepino da Aquitânia (cerca de 823 – depois de 864), filho de Pepino I da Aquitânia e de Ringarda, filha de Tiberto de Madrie.

## Biografia

Império carolíngio, como resultado da partilha de 843, da qual Pepino II é excluído. O reino da Aquitânia é então disputado por Carlos, o Calvo.

Embora ele tenha sido proclamado rei da Aquitânia pelos grandes do reino à morte de seu pai, que tinha até então este título, em dezembro de 838, ele não é reconhecido pelo seu avô, o imperador Luís, o Piedoso, que já havia concedido a Aquitânia a seu filho, em setembro de 832, numa assembleia realizada em Limoges. Por esta razão, seguiram-se uma série de conflitos entre o tio e seu sobrinho. 
Após a morte de seu avô, ele toma partido por Lotário I contra Carlos, o Calvo , mas em 841, eles foram derrotados na batalha de Fontenoy-en-Puisaye. Em 842/843, captura Toulouse e resiste a dois cercos pelos exércitos de Carlos, o Calvo, em 843 e 844 , mas é traído por Frédolo, conde de Toulouse e Rouergue. A 5 de junho de 845, ele faz a paz com Carlos, o Calvo, durante uma entrevista em Saint-Benoît-sur-Loire; a maior parte da Aquitânia lhe retorna, enquanto o rei Carlos recebe o Poitou, o Saintonge e Angoumois.
Em 848, tendo sido deposto por seus súbditos, seu tio, o rei Carlos, o Calvo, lhe retira seus Estados e se faz coroar rei da Aquitânia em Sainte-Croix de Orleans. No ano seguinte, seu irmão Carlos de Aquitânia, veio em seu auxílio, e é feito prisioneiro pelo conde de Vivien, abade laico de S. Martinho de Tours e camareiro de Carlos, o Calvo.
Deposto pelo concílio de Soissons em 851, ele foi preso em setembro de 852 pelo duque da Vascônia Sancho que o entrega a Carlos II, o Calvo. Ele é preso no mosteiro de Saint-Médard de Soissons, de onde fugiu, dois anos mais tarde, com seu irmão Charles de Aquitânia. Os dois irmãos fazem a cabeça dos revoltosos Aquitanos contra Carlos, o Calvo.Pepino II teria então usado mercenários viquingues para lutar contra o Carlos, o Calvo, mas o filho deste último, Carlos, a Criança, os empurra na vizinhança de Poitiers. Em outubro de 855 e com a concordância dos nobres aquitanos, Charles, o Filho, é eleito e coroado rei da Aquitânia, em Limoges.
A 7 de julho de 856 na assembleia de Quierzy, Carlos, o Calvo, oferece amnistia aos Aquitanos revoltados que abandonam o partido de Pepin II; ele convoca-os a Verberie para 26 de julho mas eles não aparecem, esperando os reforços de Luís o Germânico. Como este, em campanha contra os Eslavos, não intervem, eles reconhecem o novo Carlos, a Criança em detrimento de Pepino II. Os Aquitanos, novamente convocados por Carlos, o Calvo para Neaufles em setembro, recusam-se a comparecer, mas Carlos conseguiu, no entanto, reconciliar-se com eles, no curso dos meses. Pepino II isolado, usa o Normandos para devastar Poitou no ano seguinte. Em março de 864, ele os recruta como mercenários e põe cerco a Toulouse ; o Toulousain, o Rouergue e o Albigeois estão colocados num saco, mas Pepino não pode tomar a cidade, defendida pelo missi de Carlos, o Calvo. Ele se retira e, de seguida, é feito prisioneiro pelo conde Ranulfo de Poitiers. Ele é condenado à morte pela assembleia da Pîtres como um traidor e apóstata, em junho de 864. A sua sentença foi comutada em reclusão pelo rei, e ele é preso em Senlis, onde morreu pouco tempo depois. Carlos, o Calvo reinstala seu filho Carlos, a Criança e após a morte deste coroa seu filho mais velho, Luís, o Gago, o futuro Luís II, rei da Aquitânia, em março de 867.